# 三戸景道
三戸 景道（みと かげみち）は、戦国時代から江戸時代初期にかけての武将。

## 略歴
天文7年（1538年）、相模三浦氏の庶流と伝えられる三戸義宣の子として誕生。
初め、扇谷上杉家・上杉朝定に仕えていたが、河越城の戦いにて朝定が北条氏康に攻め滅ぼされると、山内上杉家の関東管領・上杉憲政を頼る。その憲政も氏康によって越後国に追われると、義兄にあたる岩付城主・太田資正を頼った。その後、第二次国府台合戦の後に資正は後北条氏と内通した嫡男・氏資によって岩付城を追われて常陸国の佐竹義重の許に逃れるが、景道も室（資正の妹）と共に従った。
以後、資正と行動を共にしている。越相同盟締結によって資正と不仲になった上杉謙信が資正の説得のために景道の室・としやうに対して資正との和解の口添えを依頼する手紙を出したことが知られている。
資正の死後も常陸におり、関ヶ原の戦い後の佐竹氏の移封には従わずに土浦藩主・松平信一に仕えた。元和3年（1617年）、死去。
なお、近年「三戸四郎平興義」という人物の存在とその室が太田美濃守（資正）の妹であったとする記録（「高野山竜泉院過去帳」）が発見されており、三戸義宣と景道の間に上杉朝興から偏諱を受けて資正の妹（資頼の娘）を室にした興義が存在したとする見方もある。